# Spaghetti House
Spaghetti House è un film del 1982 diretto da Giulio Paradisi interpretato da Nino Manfredi nel ruolo di protagonista, tratto da un episodio di cronaca realmente accaduto a Londra nel 1975 e conosciuto in lingua inglese come Spaghetti House Siege ("l'assedio della Spaghetti House").

## Trama
A Londra, cinque immigrati italiani impiegati in una spaghetteria (in inglese chiamata appunto spaghetti house), ovverosia i camerieri Domenico Ceccacci (ciociaro), Salvatore Manzilla (siciliano) e Biagio Cerioni (marchigiano), il caposala Valentino Cottai (toscano) e il cuoco/meccanico Efisio (sardo), desiderosi di mettersi in proprio dopo anni di duro lavoro, sono riusciti a raggranellare una somma di denaro sufficiente a rilevare i locali di un'anziana titolare d'un ristorante cinese, ma la sera del loro ultimo turno di lavoro, durante la chiusura della giornata in cui ricevono il commercialista, italiano anch'egli (per l'esattezza lombardo), per il consueto rendiconto settimanale, subiscono l'improvvisa incursione d'un trio di rapinatori di colore, Martin, Bill e Tom.
I tre, non proprio organizzatissimi, tentano di farsi dare tutto l'incasso, ma nella cassa trovano soltanto spiccioli, in quanto il grosso del denaro è stato occultato di soppiatto dal commercialista in un vano mobile. Il commercialista approfittando poi d'una distrazione dei rapinatori riesce a darsela a gambe e ad avvertire una pattuglia della polizia. Con i rapinatori nascosti per non farsi notare dalla polizia, i cinque ne approfittano alla loro volta per sgattaiolare sul retro, nascondendosi in un magazzino chiuso, in attesa che la situazione si calmi. Qui però sono raggiunti dai rapinatori, convinti di trovare una qualche uscita di servizio. Quando ormai i poliziotti, al comando del commissario Hutchinson, hanno fatto irruzione nel ristorante, i tre rapinatori non possono che barricarsi nel magazzino assieme agli italiani. 
Sulle prime vorrebbero arrendersi, ma quando realizzano di non potere contare su alcuna attenuante perché alcuni di loro hanno dei precedenti, decidono di fingersi un commando d'una specie di fronte di liberazione rivoluzionario dei neri, dichiarando per bocca di Martin (presentatosi come loro comandante) d'aver sequestrato gli italiani dopo esser stati sorpresi nel bel mezzo di una rapina d'autofinanziamento e di volere perciò due taxi per la fuga entro la mattina seguente; gli italiani cercano di smentirli, ma vengono prontamente zittiti.
Il commissario non pare prenderli troppo sul serio, ma cionondimeno decide per il momento d'assecondarli, dicendo che dovrà prima consultarsi col suo diretto superiore, il questore Davis, prima di poter dare loro un responso. Contattato a casa, il questore, pur condividendo i dubbi di Hutchinson, lo invita comunque a non abbassare la guardia e a prendere più tempo possibile, suggerendogli di fingere di non esser riuscito a contattarlo e di non poter perciò assecondare qualunque loro richiesta fino a nuovo ordine.
Tutt'e otto gli uomini si ritrovano perciò costretti a trascorrere la nottata nel magazzino del ristorante, asserragliati dalla polizia (che nel frattempo è riuscita a montare delle cimici per monitorarli), e quando i rapinatori si tolgono i passamontagna, Domenico riconosce in Martin l'uomo che, solo qualche ora prima, s'era presentato al locale per chiedere lavoro e col quale aveva avuto un piccolo alterco; questi, infatti, da quando è uscito di galera, non è riuscito a trovare lavoro e per disperazione, dopo aver ricevuto l'ennesimo rifiuto proprio alla spaghetteria, s'era appunto avvicendato in questo sgangherato tentativo di rapina.
La mattina seguente la notizia del sequestro s'è già diffusa all'esterno, attirando così un fitto capannello di curiosi accampati all'ingresso del ristorante, tra cui gli stessi cari degli ostaggi, quali la moglie inglese di Domenico, Kathy, che inutilmente cercherà di comunicare col marito. Anche al procuratore è giunta voce della vicenda per cui, quando il questore si reca nel suo ufficio per discutere della cosa, questi dichiara seccamente che i tre rapinatori vadano considerati degli effettivi terroristi e che perciò si dovranno far intervenire i reparti speciali dell'antiterrorismo, aggiungendo inoltre che vista la situazione non sono da escludersi eventuali perdite anche tra gli stessi ostaggi.
Aggiornato sulle ultime direttive, il commissario informa il trio che la loro richiesta non può essere esaudita, al che Martin controbatte con la richiesta d'un aereo; dinanzi al continuo temporeggiare del commissario, che pare voler eludere anche questa richiesta, Domenico sbotta in un violento sfogo nei confronti dell'operato della polizia, dichiarando a gran voce che a questo punto teme di più loro che i tre sequestratori. Trascorrono le ore e, complice pure l'aria estremamente viziata e la mancanza d'acqua, Salvatore diviene preda d'un forte malore (soffre infatti d'asma e di piccoli scompensi cardiaci) che gli impedisce persino di reggersi in piedi, al che Domenico cerca d'intercedere con Martin per il suo rilascio; quest'ultimo però si mostra inamovibile finché, constatando come possa essere per davvero in pericolo di vita, decide di lasciarlo andare.
Frattanto giunge Buntin, comandante dei reparti speciali che dovranno fare irruzione, il quale comincia ad orchestrare i preparativi per l'operazione. Trascorre un'intera giornata e, col tempo che passa sempre più inesorabilmente, i rapinatori finiscono per immedesimarsi nei loro ruoli di rivoluzionari neri, specie Martin, che con Domenico ha dei vivaci confronti sulla diseguaglianza sociale e il razzismo cui devono sottostare le persone di colore.
Passati ormai due giorni, in cui la permanenza nel magazzino diventa ormai insostenibile, cominciano ad insorgere delle tensioni tra i ranghi dei sequestratori, soprattutto tra Martin e Tom, che litigano forsennatamente su come il primo conduca l'assedio e gestisca gli ostaggi, soprattutto Domenico, che pare trattare poco a poco alla stregua d'un amico, confidandogli i suoi pensieri più intimi e parlando a vicenda delle loro vite. Dopo il terzo giorno, messo infine alle strette, Martin decide di rompere gli indugi e cominciare a fare sul serio, giustiziando gli ostaggi; li fa dunque schierare l'uno accanto all'altro, facendo inoltre spegnere le luci per non doverli guardare negli occhi mentre li ucciderà, ma alla fine preferisce fermarsi, scegliendo dunque di lasciarli andare. 
Proprio mentre i reparti speciali sono pronti ad entrare in azione, Martin si dichiara sconfitto al commissario Hutchinson e, dopo aver fatto uscire tutti, si spara un colpo al petto nel tentativo d'uccidersi. Passano due mesi e Martin, sopravvissuto al suo tentato suicidio, è detenuto al carcere di Brixton in attesa di giudizio, dove riceve le visite di Domenico, col quale ormai ha stretto una forte amicizia; Domenico gli promette che, quando avrà scontato la sua pena (che si augura sia breve), avrà il posto di lavoro che non poté offrirgli al loro primo incontro. Tuttavia, nonostante le testimonianze favorevoli rese da lui e dal commissario, Martin viene condannato a ventun'anni di galera.

## Avvenimento di cronaca
Il film trae spunto da un fatto di cronaca realmente avvenuto a Londra tra il 28 settembre e il 3 ottobre 1975 e noto come Spaghetti House Siege.
Il tentativo di rapina al ristorante Spaghetti House a Londra nel quartiere di Knightsbridge non riuscì perché la polizia arrivò tempestivamente sul luogo, circondando il ristorante,
mentre i tre rapinatori erano ancora dentro: il gruppo, vistasi preclusa la fuga, portò il personale del ristorante in un magazzino e vi si barricò. Gli ostaggi vennero liberati dopo sei giorni incolumi. Due degli uomini armati si arresero e si consegnarono mentre il capobanda, Franklin Davies, si sparò un colpo non letale allo stomaco. Tutti e tre furono arrestati ed imprigionati, così come due dei loro complici.
I tre rapinatori erano coinvolti in organizzazioni di liberazione dei neri e hanno costantemente sostenuto durante le trattative con la polizia di agire per ragioni politiche. Tuttavia la polizia non ha mai creduto alla matrice politica, sostenendo che si trattasse di una gruppo di criminali ordinari.
La polizia ha utilizzato la tecnologia delle telecamere a fibra ottica per monitorare tramite audio e video le azioni e le conversazioni dei rapinatori, consentendo ad uno psichiatra forense di monitorare lo stato mentale degli uomini al fine di suggerire come gestire al meglio le trattative in corso.

## Critica
Il Mereghetti assegna una stelletta e mezzo al film scrivendo: 
(Il Mereghetti)
Segnocinema ne dà un giudizio più favorevole: 
(Segnocinema)